# Eurylomia ochreata
Eurylomia ochreata är en fjärilsart som beskrevs av Druce 1885. Eurylomia ochreata ingår i släktet Eurylomia och familjen björnspinnare. Inga underarter finns listade i Catalogue of Life.